# Henri Janne
 (janvier 2016).
Si vous disposez d'ouvrages ou d'articles de référence ou si vous connaissez des sites web de qualité traitant du thème abordé ici, merci de compléter l'article en donnant les références utiles à sa vérifiabilité et en les liant à la section « Notes et références ».
Henri Janne, de son nom complet Henri Gustave Antoine Julien Janne est né à Ixelles le 20 février 1908 et est décédé le 25 octobre 1991.  C’était un sociologue, professeur, recteur à l’ULB et un homme politique belge socialiste.

## Biographie
Henri Janne est né dans une famille de moyenne bourgeoisie. Son père, Emile Janne, est décédé lorsqu'il avait 17 ans. C’est donc sa mère, Anne Matthijs, qui s’est principalement occupée de lui.
En secondaire, il est étudiant à l’Athénée d’Ixelles, en option gréco-latine où il recevra d’ailleurs un prix d’excellence. Ensuite il entame un doctorat à la faculté de philosophie et lettres de l’Université libre de Bruxelles (orientation histoire des religions). Sa formation initiale est celle d’un philologue classique.
Il obtient en 1932 son diplôme de docteur en philosophie et lettres, orientation histoire des religions, à l'Université libre de Bruxelles. Il a été l'élève d'Eugène Dupréel auquel il succédera en 1949 sur la suggestion expresse de celui-ci. Il deviendra donc professeur ordinaire à l'Université libre de Bruxelles et directeur de l'Institut de Sociologie Solvay. Il a lors de la Seconde Guerre mondiale eu un rôle très important, Il était le directeur général du ministère des transports en Belgique occupée. Il se servait de cette fonction pour renseigner le gouvernement français sur les convois, qui l’honorera de la Croix de guerre et du titre de sous-lieutenant honoraire. Il était aussi membre du réseau de résistance Carol II.
Il a également été Recteur de l'ULB (1956-1959). Il a été le cofondateur en 1958 de l'Association internationale des sociologues de langue française (AISLF), avec Georges Gurvitch. Il est considéré comme le chef incontesté de l'École de Bruxelles en sociologie par Marcel Bolle De Bal.
Il est président du Conseil national du travail (1959-1961). Il est ministre de l'éducation et de la culture (1963-1965) dans le gouvernement Lefèvre.
Il est membre de l'Académie royale des Sciences, des Lettres et des Beaux-Arts de Belgique (1965) et président de cette Académie (1973).

## Distinction
- Officier de la Légion d'honneur en 1958.

## Publications
- L'Antialcibiade ou la Révolution des faits, les problèmes de l'heure, nouvelles perspectives sur le monde d'après-guerre, Bruxelles, Office de publicité, 1946[6].
- Henri Janne et Jean Morsa, Sociologie et politique sociale dans les pays occidentaux, Bruxelles, Université libre de Bruxelles, Institut de sociologie Solvay, 1962.
- Henri Janne, Jean Morsa, Nicole Delruelle et Jacques Coenen, Technique, développement économique et technocratie, Bruxelles, Université libre de Bruxelles, Institut de sociologie, 1963.
- Le Système social. Essai de théorie générale, Éditions de l'Université de Bruxelles, 1968[7].
- Le temps du changement, Verviers, Marabout Université, 1971.
- Henri Janne et Lucien Géminard, Les besoins en matière d'éducation du groupe d'âge 16–19 ans, Strasbourg, Conseil de la coopération culturelle, Conseil de l'Europe, 1973[6].
- Henri Janne et Bertrand Schwartz, Le développement européen de l'éducation permanente, Bruxelles, Commission des Communautés européennes, 1976.
- Henri Janne et Torsten Husén, Égalité des chances d'accès à l'enseignement : deux points de vue, Paris, Institut d'éducation de la Fondation européenne de la culture, 1981[6].